# Controlled Delivery
Controlled Delivery (Abkürzung CD) ist der englische Begriff für eine Ein-, Durch- oder Ausfuhr von illegalen Gütern (meist Drogen), die durch Strafverfolgungsorgane observiert (und dadurch „kontrolliert“) wird.

## Ziel und rechtliche Voraussetzungen
Um eine CD durchzuführen, beantragt die zuständige Staatsanwaltschaft des Landes, welches das Verfahren leitet, die Mitarbeit der anderen beteiligten Staaten. Hierbei muss z. B. in Deutschland das Legalitätsprinzip „außer Kraft“ gesetzt werden. D.h., dass Strafverfolgungsbehörden Kenntnis von einer im Inland begangenen Straftat erhalten, ohne sie verfolgen zu müssen. Das ist dadurch möglich, dass vorausgesetzt wird, dass die begangenen Straftaten von der antragstellenden Staatsanwaltschaft zu einem späteren Zeitpunkt verfolgt werden.
Ziel einer CD ist die Identifizierung von Hintermännern, die oftmals der organisierten Kriminalität zuzurechnen sind.

## Quelle
- Englisches Referat zu dem Thema: http://www.unafei.or.jp/english/pdf/PDF_rms/no58/58-07.pdf